# William Holden
William Holden, pseudonimo di William Franklin Beedle Jr. (O'Fallon, 17 aprile 1918 – Santa Monica, 12 novembre 1981), è stato un attore statunitense.
L'American Film Institute l'ha inserito al venticinquesimo posto fra le più grandi star della storia del cinema.

## Biografia

### Gli inizi
Fu registrato all'anagrafe come William Franklin Beedle Junior; di famiglia benestante (il padre era un chimico industriale e la madre un'insegnante), all'età di tre anni si trasferì con i genitori a Pasadena. Durante il periodo di studio allo Junior College di Pasadena, partecipò a rappresentazioni per le radio locali e recitò con la compagnia teatrale Pasadena Playhouse, facendosi notare da un talent scout della Paramount Pictures, che nel 1937 lo portò a Hollywood. L'esordio nel cinema avvenne l'anno successivo nel film Prison Farm (1938). Il primo ruolo da protagonista arrivò nel 1939 con il film Passione, accanto a Barbara Stanwyck e Adolphe Menjou, in cui interpretò il ruolo di un pugile diviso fra la boxe e il desiderio di fare il violinista. Dopo che la Columbia Pictures ebbe rilevato metà del contratto, Holden alternò interpretazioni per le due compagnie in film di scarso valore prima di arruolarsi nei paracadutisti durante la seconda guerra mondiale.

### Il successo

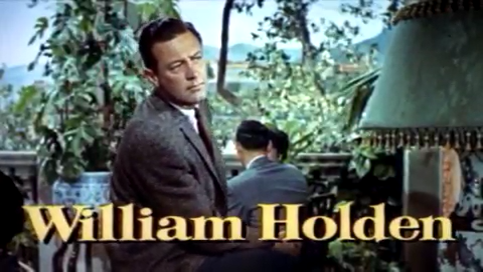
Holden nel trailer di L'amore è una cosa meravigliosa di Henry King (1955)

Tornato dalla guerra, dopo alcune commedie di modesto successo, la sua carriera ebbe una svolta decisiva quando Billy Wilder lo chiamò a interpretare il ruolo di Joe Gillis, lo scrittore-gigolò di belle speranze in Viale del tramonto (1950) accanto a Gloria Swanson. Questo ruolo di "rottura" con il passato determinò la definitiva consacrazione al successo di Holden, che apparve in seguito in una serie di film nei quali seppe unire al bell'aspetto la propensione ai ruoli di eroe cinico e distaccato: la sua interpretazione del prigioniero di guerra Sefton in Stalag 17, diretto ancora da Wilder, gli fece vincere un Premio Oscar quale migliore attore protagonista.
In seguito fu il tormentato vagabondo Hal Carter in Picnic (1955) e lo sfortunato prigioniero statunitense di Il ponte sul fiume Kwai (1957). Interpretò con altrettanto successo anche ruoli più solari in commedie brillanti, come il giornalista in Nata ieri (1950) o il biondo playboy, fratello minore di Humphrey Bogart, nel celebre Sabrina (1954). Fu ottimo interprete romantico nel ruolo di un corrispondente di guerra in L'amore è una cosa meravigliosa (1955) accanto a Jennifer Jones, una delle pellicole sentimentali più celebri di tutti i tempi, e nel ruolo dell'architetto statunitense Robert Lomax ne Il mondo di Suzie Wong (1960), accanto all'esordiente Nancy Kwan. Holden inoltre partecipò a molti altri film di livello più basso, obbligato dagli Studios che mantennero il contratto iniziale per costringerlo a lavorare.

### Il declino
Holden per molti anni soffrì di alcolismo e depressione. Tale situazione peggiorò all'inizio degli anni sessanta, in coincidenza con la crisi del matrimonio e il rallentamento della carriera di attore. La notte di martedì 26 luglio 1966, alla guida della sua Ferrari targata Zurigo, con a bordo le amiche di famiglia Susan e Sarah West, sorelle, fu coinvolto in un grave incidente stradale in Toscana, sull'Autostrada Firenze-Mare presso Migliarino (Pisa), nell'effettuare a gran velocità un sorpasso; il guidatore dell'altra automobile coinvolta, Valerio Giorgio Novelli, 42 anni, agente di commercio di Prato, stava viaggiando sulla corsia di sorpasso e la sua automobile venne scagliata lontano dalla Ferrari di Holden, che se l'era trovata davanti durante la manovra; il Novelli rimase gravemente ferito, e morì in ambulanza. Questa circostanza viene descritta con dovizia di particolari dallo scrittore Luciano Vincenzoni nel documentario Il falso bugiardo, di Claudio Costa, prodotto nel 2008. Vincenzoni e Holden, a bordo di due macchine di grossa cilindrata, erano partiti da Montecatini Terme per recarsi in un locale in Versilia. Dopo aver atteso invano Holden al locale, Vincenzoni tornò a cercarlo e trovò la polizia che era accorsa sul luogo dell'incidente. Holden e le sue passeggere stavano bene, ma fu accertato che egli era in stato di ebbrezza, e dopo Ferragosto venne rinviato a giudizio dal giudice istruttore del Tribunale di Lucca Angelo Antuofermo, per omicidio colposo. Al processo, nel 1967 presso il Tribunale di Lucca, difeso dagli avvocati Giuseppe Luigi Velani, di Lucca, e Angiolo Adorni Braccesi, di Pisa, con la vedova Novelli costituitasi parte civile assistita dagli avvocati Giannetto Guarducci, di Prato, e Massimo Di Puccio, di Lucca, William Holden venne condannato per omicidio colposo. Gli venne inflitta una pena (sospesa) di otto mesi di prigione. Holden corrispose una cospicua somma di denaro alla famiglia dell'uomo ucciso ma, non avendola con sé in Italia, gli venne prestata dal produttore cinematografico Robert Haggiag, amico sia di Vincenzoni che dell'attore.
Holden si sentì profondamente colpevole per questo incidente e gli amici riferirono che la sua dipendenza dall'alcool peggiorò . Un altro aspetto poco noto della vita privata dell'attore è che per molti anni fu un agente sotto copertura per la CIA. Holden, segretamente, consegnava messaggi a leader stranieri durante i suoi frequenti viaggi .
Nell'ultima parte della sua carriera Holden fornì comunque alcune ottime prove, come in Il mucchio selvaggio (1969), Breezy (1973), L'inferno di cristallo (1974) e Quinto potere (1976), in cui reinterpretò gli antichi personaggi che aveva perfezionato negli anni cinquanta, adesso più anziani, sofferti e consci della propria mortalità. Nel ruolo di un produttore hollywoodiano in disarmo concluse con Fedora (1978) una quasi trentennale collaborazione con Billy Wilder, che lo diresse in quattro film. Nel 1980 apparve in Il bambino e il grande cacciatore con l'attore bambino Rick Schroder, in cui interpretò uno stanco misantropo ammalato di cancro che si ritira nella parte più desolata dell'Australia (l'outback) per finire i suoi giorni. Schroder fu così colpito dall'incontro con Holden che in seguito dette il suo nome ad uno dei suoi figli.

### Morte
William Holden morì all'età di 63 anni, per le conseguenze di una caduta nella sua casa di Santa Monica, in California. Il suo corpo fu trovato il 16 novembre, ma il medico legale stabilì che il decesso risaliva al giorno 12. Sussiste il dubbio che Holden fosse sotto l'effetto dell'alcool e sia scivolato su un tappeto nel suo appartamento, sbattendo poi la testa contro un tavolo. L'autopsia ed ulteriori indagini misero in evidenza che probabilmente era rimasto cosciente per almeno mezz'ora dopo la caduta, senza potersi rendere conto della gravità della ferita e perciò non aveva chiamato nessuno per chiedere aiuto. Secondo le sue espresse volontà, Holden fu cremato e le sue ceneri vennero sparse nell'Oceano Pacifico.

## Vita privata
Holden fu sposato con l'attrice Ardis Ankerson, in arte Brenda Marshall, dal 1941 al 1971, anno del divorzio. La coppia ebbe due figli, Peter (1943-2014) e Scott (1946-2005); Holden adottò inoltre Virginia, la figlia che Brenda aveva avuto dal primo matrimonio. Nel 1954, durante le riprese di Sabrina, Holden e la co-protagonista Audrey Hepburn ebbero una relazione. Durante un viaggio-safari a metà degli anni cinquanta, Holden si innamorò dell'Africa e negli anni successivi si occupò a lungo della salvaguardia della fauna locale. Iniziò a trascorrere molto del suo tempo come proprietario e gestore di una riserva in Kenya, il Mount Kenya Safari Club, fondato nel 1959 a Nanyuki.
Diventato un abile uomo d'affari, alla fine degli anni cinquanta, per sfuggire al fisco statunitense, Holden si stabilì in Svizzera con la famiglia, ma continuò a viaggiare per ragioni professionali, dividendosi tra altre due residenze in Kenya e a Hong Kong. All'inizio degli anni sessanta il suo matrimonio entrò in crisi e Holden iniziò una relazione con l'attrice francese Capucine, durata due anni. Anche dopo la separazione i due rimasero amici. Negli anni settanta condivise la passione per l'Africa con l'attrice Stefanie Powers, alla quale fu sentimentalmente legato. La Powers è diventata poi presidente della William Holden Wildlife Foundation, tuttora attiva nella battaglia in difesa degli animali in via di estinzione e nel finanziamento di corsi di educazione ecologica per 10.000 studenti ogni anno.

## Filmografia

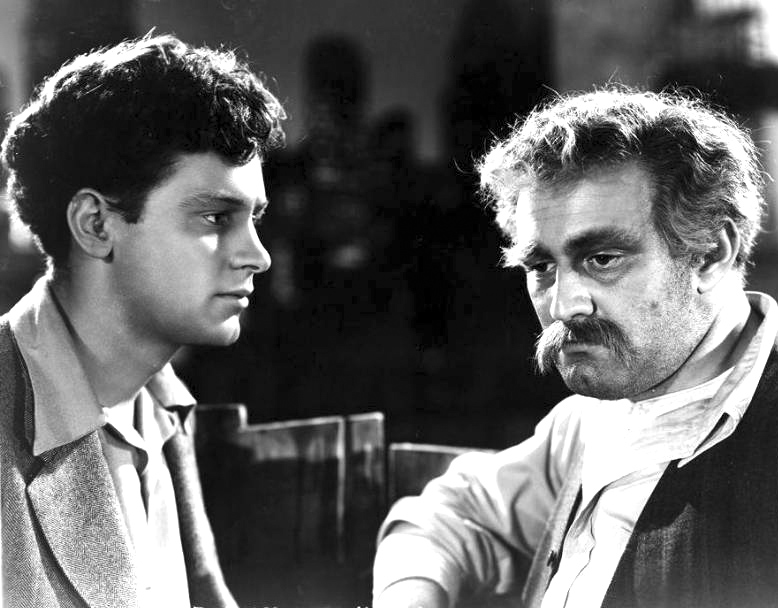
L'attore con Lee J. Cobb nel suo primo film, Passione - Il ragazzo d'oro (1939)

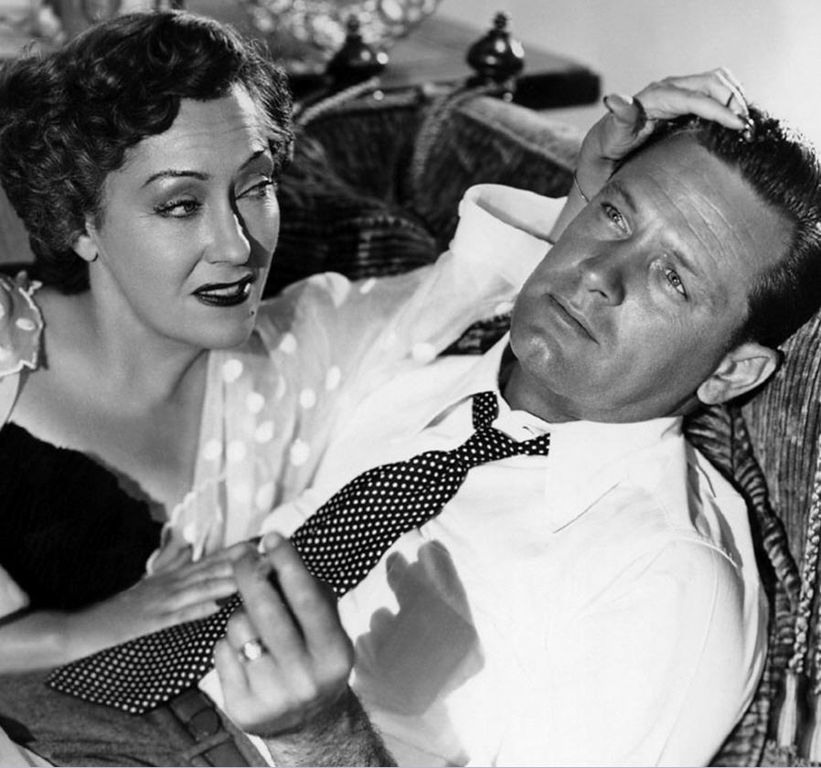
Con Gloria Swanson in Viale del tramonto nel 1950

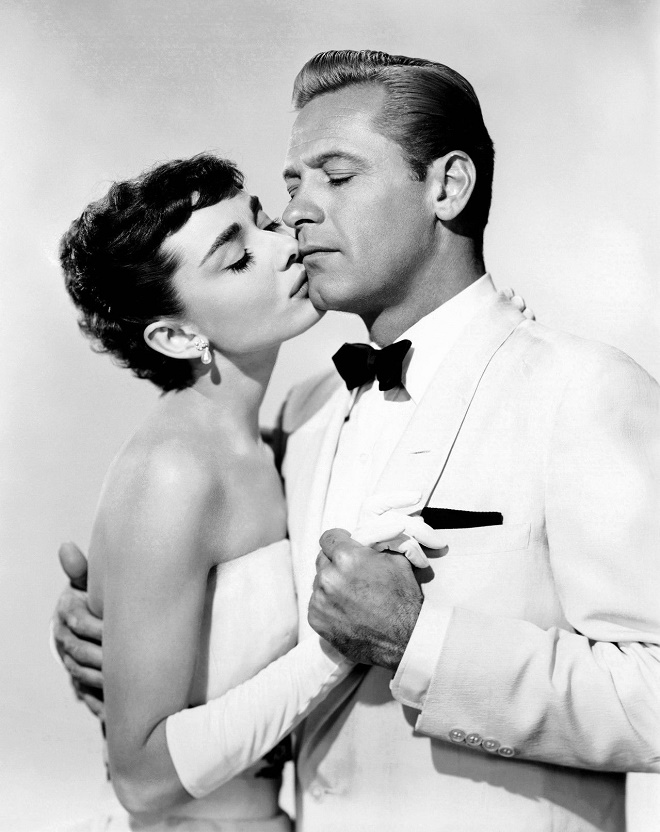
Con Audrey Hepburn in Sabrina nel 1954

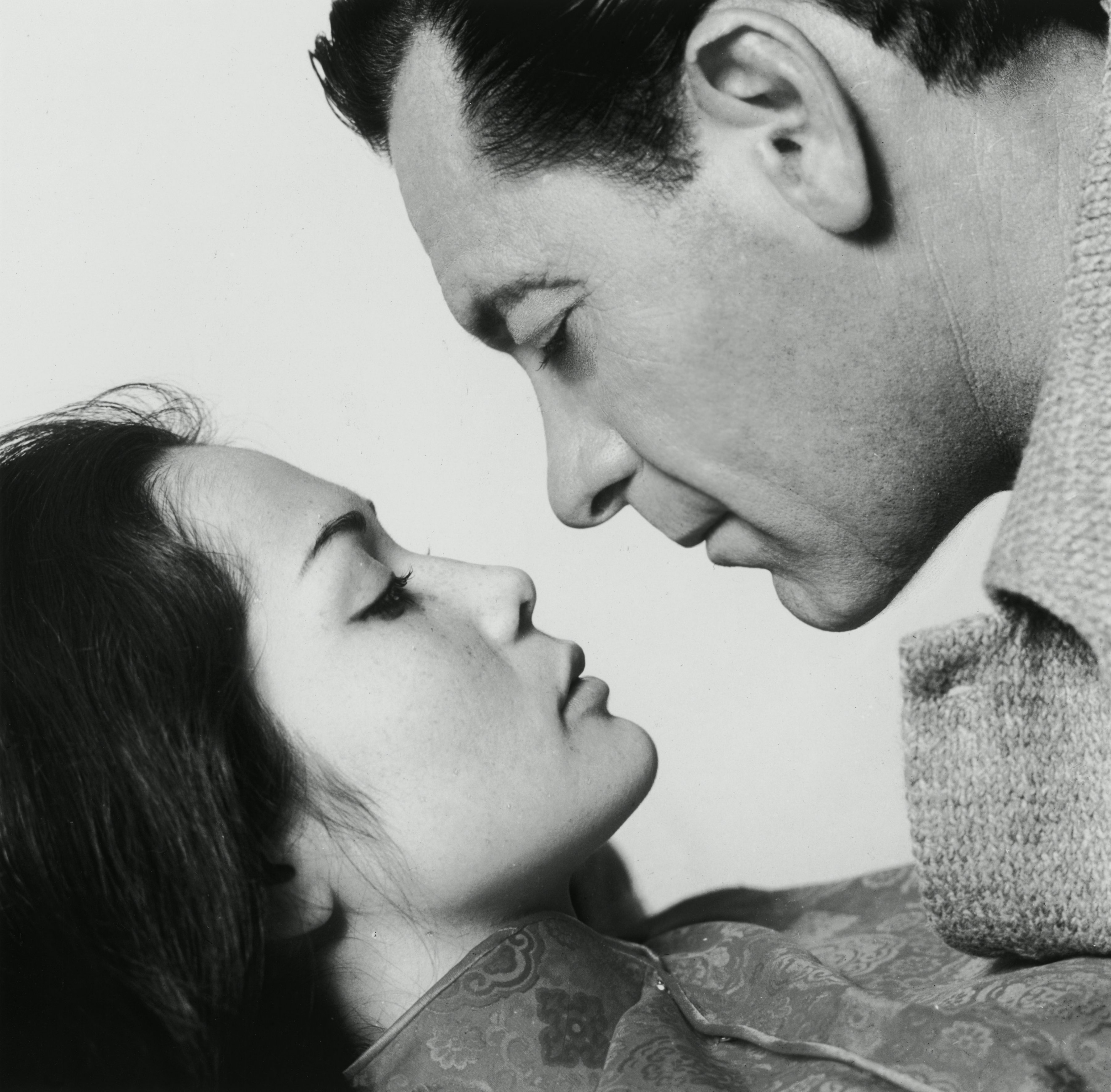
Con Nancy Kwan in Il mondo di Suzie Wong nel 1960

- Prison Farm, regia di Louis King - non accreditato (1938)
- Million Dollar Legs, regia di Nick Grinde - non accreditato (1939)
- Passione - Il ragazzo d'oro (Golden Boy), regia di Rouben Mamoulian (1939)
- Strisce invisibili (Invisible Stripes), regia di Lloyd Bacon (1939)
- La nostra città (Our Town), regia di Sam Wood (1940)
- Those Were the Days!, regia di Theodore Reed (1940)
- Arizona, regia di Wesley Ruggles (1940)
- I cavalieri del cielo (I Wanted Wings), regia di Mitchell Leisen (1941)
- I due del Texas (Texas), regia di George Marshall (1941)
- La fortezza s'arrende (The Fleet's In), regia di Victor Schertzinger (1942)
- The Remarkable Andrew, regia di Stuart Heisler (1942)
- Meet the Stewarts, regia di Alfred E. Green (1942)
- Quando eravamo giovani (Young and Willing), regia di Edward H. Griffith (1943)
- Bagliore a mezzogiorno (Blaze of Noon), regia di John Farrow (1947)
- Sessanta lettere d'amore (Dear Ruth), regia di William D. Russell (1947)
- Rivista di stelle (Variety Girl), regia di George Marshall (1947)
- Non si può continuare ad uccidere (The Man from Colorado), regia di Henry Levin (1948)
- Il vagabondo della foresta (Rachel and the Stranger), regia di Norman Foster (1948)
- Amore sotto i tetti (Apartment for Peggy), regia di George Seaton (1948)
- Pazzia (The Dark Past), regia di Rudolph Maté (1948)
- I cavalieri dell'onore (Streets of Laredo), regia di Leslie Fenton (1949)
- Segretaria tutto fare (Miss Grant Takes Richmond), regia di Lloyd Bacon (1949)
- Abbasso mio marito (Dear Wife), regia di Richard Haydn (1949)
- L'uomo che era solo (Father Is a Bachelor), regia di Norman Foster e Abby Berlin (1950)
- Viale del tramonto (Sunset Boulevard), regia di Billy Wilder (1950)
- L'ultima preda (Union Station), regia di Rudolph Maté (1950)
- Nata ieri (Born Yesterday), regia di George Cukor (1950)
- Stringimi forte tra le tue braccia (Force of Arms), regia di Michael Curtiz (1951)
- Squali d'acciaio (Submarine Command), regia di John Farrow (1951)
- La vita che sognava (Boots Malone), regia di William Dieterle (1952)
- Furore sulla città (The Turning Point) regia di William Dieterle (1952)
- Stalag 17, regia di Billy Wilder (1953)
- La vergine sotto il tetto (The Moon Is Blue), regia di Otto Preminger (1953)
- Eternamente femmina (Forever Female), regia di Irving Rapper (1953)
- L'assedio delle sette frecce (Escape from Fort Bravo), regia di John Sturges (1953)
- Die Jungfrau auf dem Dach, regia di Otto Preminger - non accreditato (1953)
- La sete del potere (Executive Suite), regia di Robert Wise (1954)
- Sabrina, regia di Billy Wilder (1954)
- La ragazza di campagna (The Country Girl), regia di George Seaton (1954)
- I ponti di Toko-Ri (The Bridges at Toko-Ri), regia di Mark Robson (1954)
- L'amore è una cosa meravigliosa (Love Is a Many Splendored Thing), regia di Henry King (1955)
- Picnic, regia di Joshua Logan (1955)
- Anche gli eroi piangono (The Proud and Profane), regia di George Seaton (1956)
- Soli nell'infinito (Toward the Unknown), regia di Mervyn LeRoy (1956)
- Il ponte sul fiume Kwai (The Bridge on the River Kwai), regia di David Lean (1957)
- La chiave (The Key), regia di Carol Reed (1958)
- Soldati a cavallo (The Horse Soldiers), regia di John Ford (1959)
- Il mondo di Suzie Wong (The World of Suzie Wong), regia di Richard Quine (1960)
- Storia cinese (Satan Never Sleeps), regia di Leo McCarey (1962)
- Il falso traditore (The Counterfeit Traitor), regia di George Seaton (1962)
- Il leone (The Lion), regia di Jack Cardiff (1962)
- Insieme a Parigi (Paris, When It Sizzles), regia di Richard Quine (1964)
- La settima alba (The 7th Dawn), regia di Lewis Gilbert (1964)
- Alvarez Kelly, regia di Edward Dmytryk (1966)
- James Bond 007 - Casino Royale (Casino Royale), regia di Val Guest, John Huston, Ken Hughes, Robert Parrish e Joseph McGrath (1966)
- La brigata del diavolo (The Devil's Brigade), regia di Andrew V. McLaglen (1968)
- Il mucchio selvaggio (The Wild Bunch), regia di Sam Peckinpah (1969)
- L'albero di Natale (The Christmas Tree), regia di Terence Young (1969)
- Uomini selvaggi (Wild Rovers), regia di Blake Edwards (1971)
- La feccia (The Revengers), regia di Daniel Mann (1972)
- Los Angeles, 5º distretto polizia (The Blue Knight), regia di Robert Butler - film TV (1973)
- Breezy, regia di Clint Eastwood (1973)
- Le mele marce (Open Season), regia di Peter Collinson (1974)
- L'inferno di cristallo (The Towering Inferno), regia di John Guillermin (1974)
- 21 ore a Monaco (21 Hours at Munich), regia di William A. Graham - film TV (1976)
- Quinto potere (Network), regia di Sidney Lumet (1976)
- Fedora, regia di Billy Wilder (1978)
- La maledizione di Damien (Damien: Omen II), regia di Don Taylor (1978)
- Amici e nemici (Escape to Athena), regia di George Pan Cosmatos - non accreditato (1979)
- Ashanti, regia di Richard Fleischer (1979)
- Ormai non c'è più scampo (When Time Ran Out), regia di James Goldstone (1980)
- Il bambino e il grande cacciatore (The Earthling), regia di Peter Collinson (1980)
- S.O.B., regia di Blake Edwards (1981)

## Riconoscimenti
- Premio Oscar
  - 1951 – Candidatura al miglior attore per Viale del tramonto
  - 1954 – Migliore attore per Stalag 17
  - 1977 – Candidatura al miglior attore per Quinto potere

- BAFTA
  - 1957 – Miglior attore straniero per Picnic
  - 1978 – Candidatura al miglior attore protagonista per Quinto potere

- Primetime Emmy Awards
  - 1974 – Miglior attore protagonista in una miniserie o film per Los Angeles quinto distretto di polizia

## Doppiatori italiani
- Emilio Cigoli in Quando eravamo giovani, I cavalieri dell'onore, Viale del tramonto, L'ultima preda, Nata ieri, Squali d'acciaio, La vita che sognava, Furore sulla città, Stalag 17, La vergine sotto il tetto, Eternamente femmina, L'assedio delle sette frecce, La sete del potere, La ragazza di campagna, I ponti di Toko-Ri, L'amore è una cosa meravigliosa, Picnic, Anche gli eroi piangono, Soli nell'infinito, Il ponte sul fiume Kwai, La chiave, Il mondo di Suzie Wong, Storia cinese, Il falso traditore, Insieme a Parigi, La settima alba, Il mucchio selvaggio
- Gualtiero De Angelis in Arizona, I cavalieri del cielo, I due del Texas, Bagliore a mezzogiorno, Sessanta lettere d'amore, Non si può continuare ad uccidere, Pazzia, Abbasso mio marito
- Giuseppe Rinaldi in Sabrina, Soldati a cavallo, Alvarez Kelly, La feccia, Il bambino e il grande cacciatore
- Pino Locchi in Il leone, James Bond 007 - Casino Royale, La brigata del diavolo, Uomini selvaggi, S.O.B.
- Giulio Panicali in Il vagabondo della foresta, Amore sotto i tetti, Segretaria tutto fare
- Giorgio Piazza in Breezy, L'inferno di cristallo
- Massimo Foschi in Quinto potere, La maledizione di Damien
- Gianfranco Bellini in Strisce invisibili
- Augusto Marcacci in Stringimi forte tra le tue braccia
- Sergio Graziani in L'albero di Natale
- Dario Penne in Fedora
- Sergio Rossi in Ashanti
- Rodolfo Baldini in Passione (ridoppiaggio)
- Alessandro Rossi in Non si può continuare ad uccidere (ridoppiaggio)
- Luciano De Ambrosis in Il vagabondo della foresta (ridoppiaggio)
- Vittorio Di Prima in L'inferno di cristallo (ridoppiaggio)